# برج تعمير التجاري
برج تعمير التجاري هو اسم ناطحة سحاب في جزيرة الريم في أبوظبي، شُرع في بناؤه في عام 2009، و تم تشيده من طرف شركة صروح العقارية. البرج هو الأكبر بين مجمع مشترك بين المباني الأربعة الأخرى في مشروع بناء ضخم تملكه شركة تعمير تسمى "أبراج تعمير"، ويصل البرج إلى ارتفاع 300 متر عن سطح الأرض، وبالتالي فهو ينتمي لأطول المباني في أبوظبي.